# Бурлате
Бурлате (историјски називу су и Бурлете и Бурлати) су насеље у општини Зубин Поток на Косову и Метохији. Атар насеља се налази на територији катастарске општине Бубе. Историјски и географски припада Ибарском Колашину. Насеље је на јужним обронцима Рогозне. Назив села потиче од старијег становништва села, које по свој прилици није било словенског порекла. Село је подељено на два засеока: Соврлиће и Кушовиће, које одвајају Радово и Ђурово Брдо. Соврлићи се налазе испод Соврлског Крша (1.047 м), на стрмој падини ка Варашкој реци, и окренути су ка селу Горње Вараге, Кушовићи су са супротне стране и окренути су ка Штитском потоку. Село од Ибра и језера Газиводе одваја висок брег Козарник (841 м). Лошим планинским путем село је повезано за магистрални правац Рибариће-Косовска Митровица. После ослобађања од турске власти место је у саставу Рашког округа, у срезу дежевском, у општини рајетићској и 1912. године има 103 становника.

## Демографија
Насеље има српску етничку већину.
Број становника на пописима:
- попис становништва 1948. године: 81
- попис становништва 1953. године: 92
- попис становништва 1961. године: 89
- попис становништва 1971. године: 85
- попис становништва 1981. године: 97
- попис становништва 1991. године: 75